# University of Western Australia
University of Western Australia är ett universitet i Perth i den australiska delstaten Western Australia med drygt 17 000 studerande. Universitetet grundades 1911 och är därmed Western Australias äldsta universitet. Barry Marshall som fick Nobelpriset i medicin 2005 är professor i klinisk mikrobiologi vid UWA.

## Fakulteter
Universitetet består av följande fakulteter:
- Architecture, Landscape and Visual Arts
- Arts, Humanities and Social Sciences
- Economics and Commerce (UWA Business School)
- Education
- Engineering, Computing and Mathematics
- Law
- Life and Physical Sciences
- Medicine and Dentistry
- Natural and Agricultural Sciences

## Personer som studerat vid UWA
Av de personer som studerat vid UWA märks bland andra:
- Kim Beazley, politiker
- Sir Rod Eddington, före detta chef för British Airways
- Bob Hawke, premiärminister i Australien 1983–1991
- Barry Marshall, Nobelpristagare i medicin 2005